# Finlandia en los Juegos Olímpicos de Oslo 1952
Finlandia estuvo representada en los Juegos Olímpicos de Oslo 1952 por un total de 50 deportistas que compitieron en 7 deportes.  
El portador de la bandera en la ceremonia de apertura fue el esquiador de combinada nórdica Heikki Hasu.

## Medallistas
El equipo olímpico finlandés obtuvo las siguientes medallas:
| Nombre                                               | Deporte           | Competición  |
| ---------------------------------------------------- | ----------------- | ------------ |
| Oro                                                  |                   |              |
| Veikko Hakulinen                                     | Esquí de fondo    | 50 km M      |
| Heikki Hasu Urpo Korhonen Paavo Lonkila Tapio Mäkelä | Esquí de fondo    | 4 × 10 km M  |
| Lydia Wideman                                        | Esquí de fondo    | 10 km F      |
| Plata                                                |                   |              |
| Heikki Hasu                                          | Combinada nórdica | Individual M |
| Tapio Mäkelä                                         | Esquí de fondo    | 18 km M      |
| Eero Kolehmainen                                     | Esquí de fondo    | 50 km M      |
| Mirja Hietamies                                      | Esquí de fondo    | 10 km F      |
| Bronce                                               |                   |              |
| Paavo Lonkila                                        | Esquí de fondo    | 18 km M      |
| Siiri Rantanen                                       | Esquí de fondo    | 10 km F      |